# Vamale
El vamale és una llengua austronèsica, un dels dialectes de la regió de Voh-Koné del nord de Nova Caledònia, als llogarets de Teganpaïk, Tiouandé i Oué hava.